# Abendmusiken

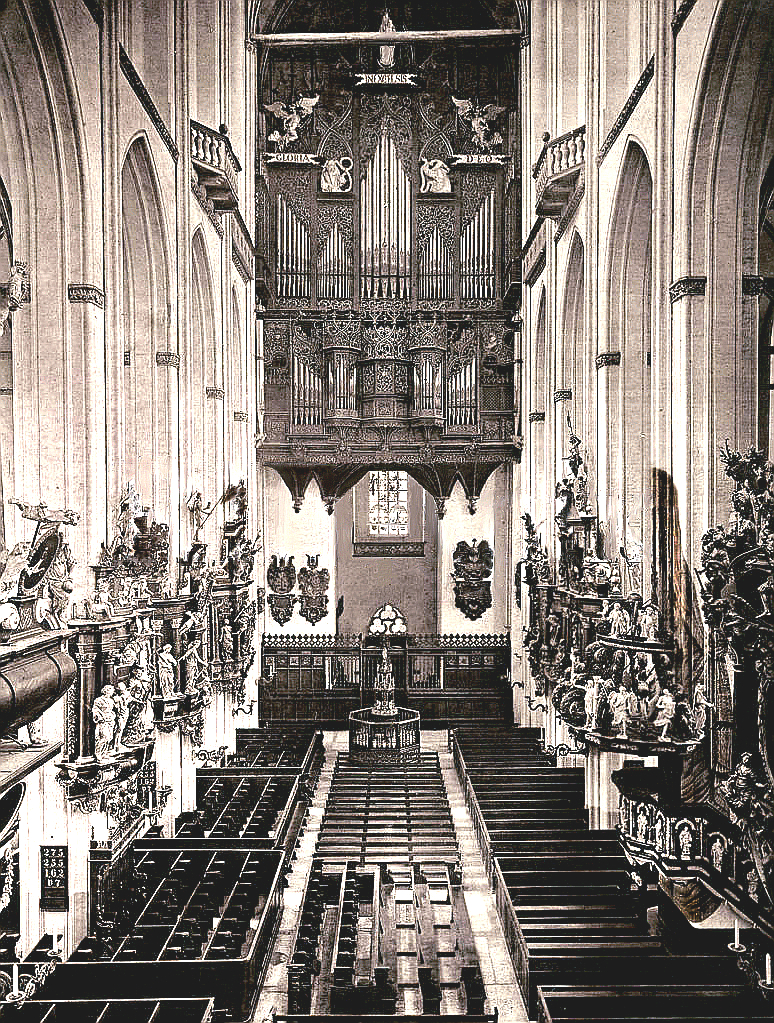
L'interno della Marienkirche di Lubecca prima del bombardamento del 1942.

Con Abendmusiken (in tedesco, "musiche serali") ci si riferisce a una serie di iniziative musicali organizzate a Lubecca a partire dal XVII secolo.

## Storia

### Gli albori
La tradizione di organizzare intrattenimenti musicali all'interno della Marienkirche di Lubecca venne inaugurata da Franz Tunder, organista dal 1641 al 1667. Al pomeriggio, prima dell'apertura della Borsa, i borghesi della città avevano preso l'abitudine di riunirsi all'interno della Marienkirche. Qui, per allietare la loro attesa, nel 1646 Tunder aveva iniziato a intrattenerli all'organo.
Questi concerti erano nati per essere esecuzioni con poche pretese: come testimoniato da diversi dipinti dell'epoca, infatti, nella Marienkirche si svolgevano dei veri e propri mercati, dove, a causa del rumore, erano in pochi quelli che riuscivano ad ascoltare qualcosa di apprezzabile. Viste le condizioni, fu lo stesso Tunder a spostare questi concerti nelle ore serali, chiamandoli Abendspiele ("Suonate serali"). Col passare del tempo le esecuzioni ebbero un successo tale da ricevere ingenti finanziamenti da numerosi commercianti. Ciò permise a Tunder di aggiungere anche cantanti e violinisti.

### Il successo
Dietrich Buxtehude, organista dal 1668 al 1707, successore di Tunder, continuò questa tradizione, ma, visto il successo dell'iniziativa, nel 1673 spostò i concerti dai giorni feriali (si svolgevano solitamente il giovedì) a giorni festivi, li rinominò Abendmusiken ("Musiche serali") e li elevò da esecuzioni sostanzialmente semplici a fastose rappresentazioni drammatiche, con ampie elaborazioni contrappuntistiche e strumentali. Gli spartiti delle Abendmusiken di Buxtehude sono andati interamente perduti, ma il compositore stesso, nel 1684, le descriveva come «in stile di opera, con molte arie e ritornelli». Questo, dunque, fa supporre che le esecuzioni di Buxtehude fossero in tutto e per tutto simili a delle cantate. Il compositore, inoltre, trovò due facoltosi commercianti che gli finanziarono la costruzione di due balconate poste ai lati del suo organo, in modo da poter ospitare ulteriori strumentisti.
Le Abendmusiken di Buxtehude si tenevano alle ore 16 nelle domeniche di avvento ad esclusione della prima, dove era già prevista una celebrazione liturgica solenne. La munificenza dei notabili di Lubecca permise a Buxtehude di ampliare ulteriormente la sua orchestra fino ad arrivare a quaranta strumentisti. Come ringraziamento, i finanziatori ricevevano una copia del libretto, che costituiva il biglietto per accedere alla loggia del coro, ossia ai posti migliori. Nella navata, invece, la calca era tale che più volte dovettero intervenire i soldati per riportare la quiete, ma, come annota Buxtehude stesso, «ciò servì a poco».
I successori di Buxtehude, Johann Christian Schieferdecker, organista dal 1707 al 1732, Johann Paul Kunzen, dal 1732 al 1757, Adolf Karl Kunzen, dal 1757 al 1781, e Johann Wilhelm Cornelius von Königslöw, dal 1781 al 1833, continuarono la tradizione della Abendmusiken, contribuendo ai concerti con proprie composizioni. Durante il mandato di Königslöw, tuttavia, vennero eseguiti anche gli oratori Messiah (nel 1792) e Saul (nel 1794) di Georg Friedrich Händel.

### Fine e rinascita
Dal 1800 le Abendmusiken non si tennero più nella Marienkirche, bensì nella Sala della Borsa del municipio. Le rappresentazioni continuarono fino al 1810, quando, a causa delle condizioni economiche della città durante l'occupazione napoleonica, vennero sospese. Nel 1926 l'organista della Marienkirche Walter Kraft ne riprese la rappresentazione, con una tradizione che continua ancora oggi.